# Teraura
Teraura (* ca. 1775 auf Tahiti; † 15. Juli 1850 auf Pitcairn), alias Susannah/Susan, war eine der tahitianischen Gefährtinnen der neun Meuterer des britischen Handelsschiffs HMS Bounty, die an der Besiedelung der Insel Pitcairn teilnahmen und so eine der Stammmütter ihrer Bevölkerung wurde.

## Leben

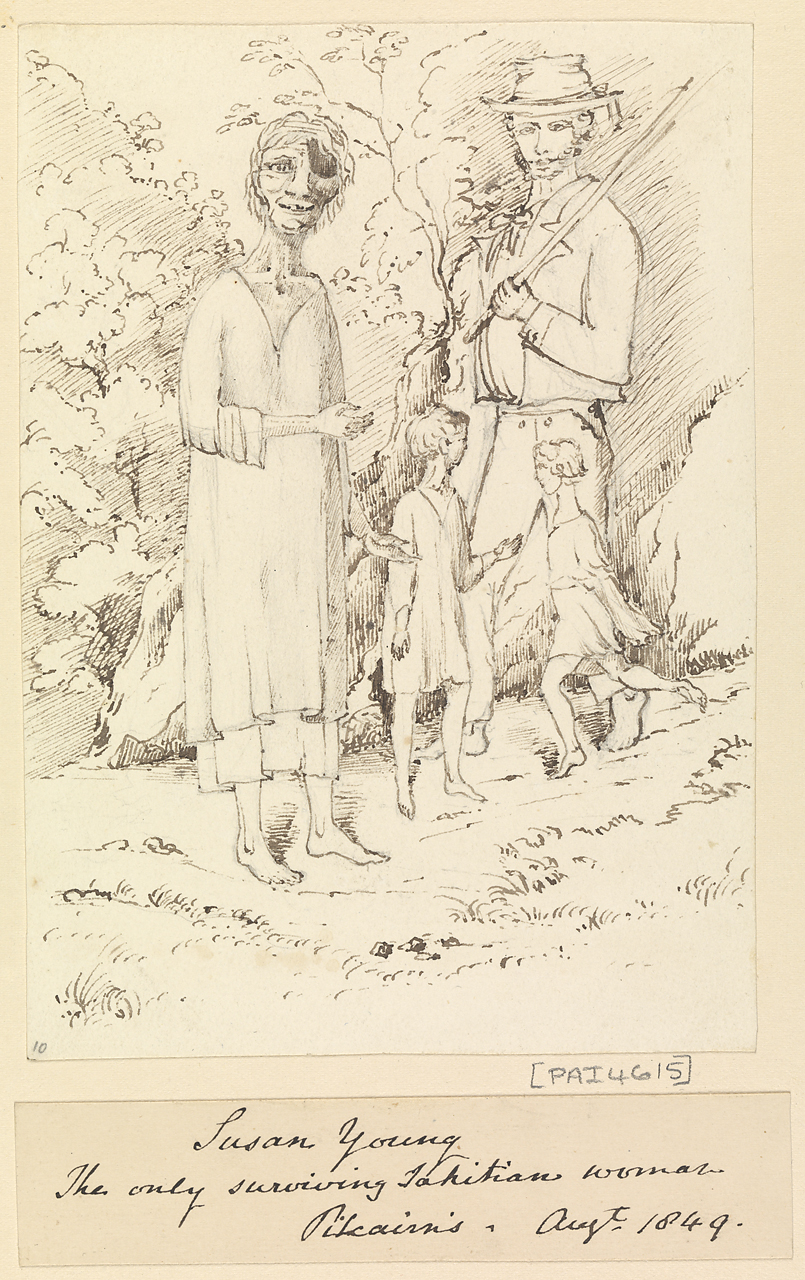
„Susan Young, The only surviving Tahitian woman, Pitcairn’s, Augt 1849“ – Edward Gennys Fanshawe. Darstellung von Teraura wahrscheinlich mit ihrem Enkel Simon Young, damals amtierender Magistrat von Pitcairn.

Teraura war vermutlich die jüngste der zwölf tahitianischen Frauen, die im Januar 1790 mit den von Fletcher Christian angeführten Meuterern der Bounty auf Pitcairn an Land gingen. Sie wird dabei als Gefährtin von Edward Young beschrieben, mit ihm hatte sie keine Kinder. Während des Kampfes der Meuterer mit den sechs tahitianischen Männern 1793 rettete sie mit den anderen Frauen das Leben von Young, indem sie sich vor ihn stellten. Als einzige tritt sie namentlich in Erscheinung, als sie am 3. Oktober 1793 dem vorletzten der Tahitianer mit einer Axt den Schädel einschlug, worauf Young den letzten erschoss. Danach lebte Young mit Mauatua und Toofaiti in einer polygamen Beziehung.
Nachdem 1799 die Gefährtin von Matthew Quintal gestorben war, wurde Teraura dessen neue Gefährtin. Doch der Alkoholiker und gegenüber der Gemeinschaft zunehmend aggressiv auftretende Quintal wurde noch im selben Jahr von den zwei letzten Meuterern Young und Alexander Smith (John Adams) in einem präventiven Akt erschlagen. Postum gebar Teraura einen Sohn, der 1838 der erste gewählte Magistrat der Pitcairninseln wurde. Ab 1805 lebte Teraura in Partnerschaft mit Thursday October Christian I (* Oktober 1790 auf Pitcairn, † 21. April 1831 auf Tahiti), dem Sohn von Mauatua und Fletcher Christian und ersten gebürtigen Pitcairner. Durch ihre gemeinsamen Kinder wurde sie eine der Stammmütter der zweiten Generation der Pitcairner. Vermutlich sind sie als erstes Paar von dem Inselpatriarchen Smith/Adams auch christlich getraut worden.
Bei der Evakuierung der Pitcairner nach Tahiti konnte Teraura im Jahr 1831 noch einmal in ihre Heimat zurückkehren. Vermutlich war sie jene „sehr alte“ tahitianische Frau, „nicht jünger als 60“, die dabei den Seemann der HMS Seringapatam, Lt. John Orlebar, erschreckt hat. Doch auf Tahiti starben beim Ausbruch der Influenza ihr Mann, drei ihrer Kinder und zwei Schwiegersöhne. Nach Pitcairn noch im selben Jahr zurückgekehrt, waren sie und Mauatua die letzten noch lebenden Originalsiedler der Insel. Das weckte das Interesse des Schiffsarztes Frederick Debell Bennett (Walfänger Tuscan), der 1833 ihre Bekanntschaft machte. Von ihm wurde Teraura um einige Jahre jünger als Mauatua beschrieben, klein und stämmig gewachsen, mit nur leicht ergrauten dunklen Haaren, von denen er eine Locke als Andenken abschneiden durfte. Er bemerkte die kreativen Fertigkeiten der beiden Frauen bei der Herstellung traditioneller polynesischer Kleiderstoffe (Tapa).
In jenen Jahren kam es auf Pitcairn zu regelmäßigen Ausbrüchen der Influenza, an deren Folgen 1841 Mauatua starb. Als letzte noch lebende der Originalsiedler machte Teraura im März 1848 die Bekanntschaft mit Kapitän Henry John Worth (HMS Calypso), der sie als etwa achtzigjährige Frau beschrieb. Im September 1846 überstand sie eine erste Erkrankung. Im August 1849 lernte sie Kapitän Edward Gennys Fanshawe (HMS Daphne) kennen, der von ihr ein Porträt zeichnete, das sie als alte auf dem linken Auge erblindete Frau darstellt. Es ist die einzige bekannte Darstellung einer der tahitianischen Stammmütter Pitcairns nach eigener Anschauung. Dieser letzte Besuch hatte auf Pitcairn einen erneuten Influenzaausbruch verursacht, bei dem Teraura am 15. Juli 1850 verstarb.
Die Kinder von Teraura waren:
1. Edward Quintal (* 1800 auf Pitcairn, † 8. September 1841 auf Pitcairn) ⚭ 1819 mit Dinah Adams (* ~1794–99 auf Pitcairn, † 18. Januar 1864 auf Norfolk)
2. Joseph Christian (* 1805 auf Pitcairn, † 24. November 1831 auf Pitcairn)
3. Charles Christian II (* 1808 auf Pitcairn, † 25. Juni 1831 auf See); ⚭ 18. Oktober 1829 mit Maria Christian (* 1815 auf Pitcairn, † 12. Januar 1889 auf Norfolk)
4. Mary Christian (* ~1810–13 auf Pitcairn, † 25. Oktober 1852 auf Pitcairn)
5. Polly Christian (* 1814 auf Pitcairn, † 16. Mai 1831 auf Tahiti); ⚭ 1829 mit Edward Young jr. (* ~1794–99 auf Pitcairn, † 6. November 1831 auf Pitcairn)
6. Peggy Christian (*~1815–16 auf Pitcairn, † 12. Mai 1884 auf Norfolk); ⚭ 18. Oktober 1829 mit Daniel McCoy (* 1814 auf Pitcairn, † 27. Juni 1831 auf Tahiti)
7. Thursday October Christian II (* 1820 auf Pitcairn, † 27. Mai 1911 auf Pitcairn); ⚭ 24. März 1839 mit Polly Young (* 28. Januar 1825 auf Pitcairn, † 16. Juni 1885 auf Pitcairn)

## Erlebnisberichte
- Bennett, Frederick D., Narrative of a whaling voyage round the globe, from the year 1833 to 1836. London 1840.
- Orlebar, John, A midshipman’s journal, on board H.M.S. Seringapatam during the year 1830: containing brief observations on Pitcairn’s Island and other Islands in the South Sea. London 1833.
- Worth, Henry J., Pitcairn’s Island. In: Colonial Church Chronicle and Missionary Journal, Vol. III, No. 35 (1850), S. 414–419.